# Lipczynek
Lipczynek (kaszb. Lipczinkò) – kaszubska osada leśna w Polsce położona w województwie pomorskim, w powiecie człuchowskim, w gminie Przechlewo. 
Osada leśna położona w sąsiedztwie jeziora Lipczyno Wielkie, nad rzeką Lipczynką wypływającą opodal z jeziora. Osada jest częścią składową sołectwa Żołna.
W latach 1975–1998 miejscowość administracyjnie należała do województwa słupskiego.
Powyżej osady w kierunku północnym znajduje się ośrodek wczasowo-wypoczynkowy Lipczynek. Atrakcją okolicy są jeziora Lej i Okoniowe, będące świadectwem obecności lodowca na tych terenach.